# Second First Impression
Second First Impression è il secondo album discografico del cantautore britannico Daniel Bedingfield, pubblicato nel 2004.

## Tracce
Testi e musica di Daniel Bedingfield, tranne dove indicato.
1. Growing Up – 3:04
2. Complicated – 3:31
3. Wrap My Words Around You – 3:10
4. All Your Attention (musica di Diane Warren) – 3:46
5. The Way – 3:17
6. Sorry (musica di Bedingfield, David Hart) – 4:59
7. Show Me the Real You (musica di Bedingfield, Hart, Eric Appapoulay) – 3:32
8. Don't Give'r It All – 2:22
9. Nothing Hurts Like Love (Warren) – 3:04
10. Holiness – 3:30
11. All the Little Children – 1:51
12. I'm Not Dead (Hidden Track) -  1:30